# Kraftwerk Stenkullafors
Das Kraftwerk Stenkullafors (schwedisch Stenkullafors kraftverk) ist ein Wasserkraftwerk in der Gemeinde Åsele, Provinz Västerbottens län, Schweden, das am Ångermanälven liegt. Es ging 1983 in Betrieb. Das Kraftwerk ist im Besitz von Vattenfall und wird auch von Vattenfall betrieben.

## Absperrbauwerk
Das Absperrbauwerk besteht aus einem Staudamm. Die Wehranlage mit den zwei Wehrfeldern und das Maschinenhaus befinden sich auf der linken Seite. Die Dammkrone hat eine Länge von ca. 600 m. Die maximale Höhe des Bauwerks beträgt 27 (bzw. 30) m. Über die Wehranlage können maximal 1250 m³/s abgeleitet werden.
Der zugehörige Stausee erstreckt sich über eine Fläche von 27 km².

## Kraftwerk
Das Kraftwerk ging 1983 in Betrieb. Es verfügt mit einer Kaplan-Turbine über eine installierte Leistung von 57 (bzw. 58 oder 60) MW. Die durchschnittliche Jahreserzeugung liegt bei 230 (bzw. 235) Mio. kWh.
Die Turbine wurde von Kværner geliefert. Sie leistet 56,8 MW; ihre Nenndrehzahl liegt bei 115,4 Umdrehungen pro Minute. Die Fallhöhe beträgt 22 (bzw. 24) m. Der maximale Durchfluss liegt bei 285 m³/s.